# Замойский, Михаил Здислав
Михаил Здислав Замойский (ок. 1679 — 7 марта 1735) — государственный деятель Речи Посполитой, польский магнат, ловчий великий коронный (с 1714 года), 6-й ординат Замойский (1725—1735), воевода смоленский (1732—1735), староста гневский, братянский, лемборкский и болимовский. Кавалер Ордена Белого Орла (1732).

## Биография
Представитель польского магнатского рода Замойских герба «Елита». Третий сын воеводы брацлавского и любельского, подскарбия великого коронного Марцина Замойского (ок. 1637—1689), и Анны Франциски Гнинской (ум. 1704). Братья — староста плоскировский и гродецкий Томаш Юзеф, староста болимовский Ян Франтишек, староста плоскировский и ростоцкий Мартин Леопольд.
В 1714 году получил должность ловчего великого коронного. В 1725 году своего бездетного старшего брата Томаша Юзефа Михаил Здислав Замойский унаследовал Замойскую ординацию. В 1732 году был назначен титулярным воеводой смоленским и стал кавалером орденом Белого Орла.

## Семья
Был дважды женат. В 1703 году первым браком женился на Анне Дзялынской (ум. 1719), дочери воеводы хелминского Томаша Дзялынского (ум. 1714) и Терезы Белинской, от брака с которой имел детей:
- Людвика Замойская, жена старосты брацлавского Феликса Игнацы Виельгорского
- Анна Тереза Замойская, жена подскарбия великого коронного и воеводы хелминского Яна Чапского
- Томаш Антоний Замойский (ум. 1751), 7-й ординат Замойский (1735), воевода любельский (1744—1751)
- Елена Замойская (ум. 1761), жена с 1733 года воеводы познанского Станислава Потоцкого (1698—1760)
- Ян Якуб Замойский (ум. 1790), 9-й ординат Замойский (1751), воевода подольский (1770)
- Анджей Замойский (1716—1792), 10-й ординат Замойский (1790), воевода иновроцлавский (1757), канцлер великий коронный (1764—1767)

В 1722 году вторично женился на княжне Эльжбете Вишневецкой (1701—1770), дочери канцлера великого литовского и гетмана великого литовского, князя Михаила Сервация Вишневецкого (1680—1744), от первого брака с Катаржиной Дольской (ум. 1725). Дети:
- Катаржина Замойская (ум. 1771), жена с 1741 года подкомория великого литовского Яна Кароля Мнишека (1716—1759)